# 哈利路亞 (Kalafina歌曲)
「哈利路亞」是Kalafina的第13張單曲。在日本由SME Records於2013年10月2日發行。

## 概要
繼前作《聖光》發布約1年後，2013年的第1張單曲，主打歌是劇場版動畫《空之境界 未來福音》的主題曲。此單曲發行了2個版本，分別是：空之境界盤(期間限定盤)及通常盤。空之境界盤與通常盤的收錄曲有兩首是不一樣的。

## 發售成績
2013年10月14日在Oricon公信榜銷售達1.1万張，獲得第10名。另外2013年11月14日，在Billboard JAPAN Hot Animation獲得第1名。

## 收錄曲目
（全作詞・作曲・編曲：梶浦由記）

### 空之境界盤
1. 哈利路亞（アレルヤ） [5:07]
劇場版動畫《空之境界 未來福音》片尾主題曲
2. dolce [2:53]
劇場版動畫《空之境界 未來福音 extra chorus》片尾主題曲
3. fairytale ～2012 Christmas LIVE ver.～
4. 君が光に変えて行く ～2012　Christmas LIVE ver.～

### 通常盤
1. 哈利路亞（アレルヤ）
2. dolce
3. seventh heaven ～2012 Christmas LIVE ver.～
4. snow falling～2012 Christmas LIVE ver.～

## 資料來源
1. ↑  . Billboard JAPAN HOT 100. 2013-10-09  [2013-10-09]. （原始内容存档于2019-06-15）.

## 外部連結
- 日本的Sony Music Entertainment的介紹頁面
  - 空の境界盤（页面存档备份，存于）
  - 通常盤（页面存档备份，存于）